# Hoplosternum littorale
Hoplosternum littorale — вид риб з роду Hoplosternum родини Панцирні соми ряду сомоподібні. Інша назва — «хоплостерн бежевий». Існують також місцеві назви цього сому: атіпа (Французька Гвіана), кві-кві (Суринам), каскаду (Тринідад), буско (Венесуела), тамуата (Бразилія).

## Опис
Загальна довжина сягає 24—26,3 см (в акваріумі — до 17 см). Спостерігається статевий диморфізм: самиця більша за самця. Голова велика. Очі маленькі. Рот широкий. Є 2 пари вусиків, на нижній щелепі. Тулуб кремезний, округлий у розрізі, валькуватий, вкритий 2 рядками кісткових пластинок, що сходяться в середині тулуба. Черево майже голе. Спинний плавець помірно високий, довгий, з жорсткими променями. Жировий плавець невеличкий, біля хвоста. Грудні й черевні плавці середнього розміру. Перед нерестом жорсткі промені грудних плавців самців помітно потовщуються, на їхніх кінчиках з'являються гачки. Анальний плавець довгий, з короткою основою. Хвостовий плавець прямий, дещо зазубрений.
Забарвлення тіла й плавців чорно-блакитного кольору, безпанцирна частина черева — бруднувато-біла. Існують особини із зеленуватим відливом та плавцями світло-сірого відтінку. Під час нересту промені грудних плавців самця стають бурими.

## Спосіб життя
Насамперед населяє тропічні водойми з невеличкою течією або зі стоячою водою, болота, дренажні канави, полюбляє мулисті ґрунти. Здатен дихати зябрами та за допомогою будови своєї кишки. Активний у сутінковий час. Живиться донними організмами та детритом. Шукає здобич, риючись у ґрунті.
Статева зрілість настає у 1,5 року. Розмноження відбувається в сезон дощів. Під час нересту самець разом з самицею будує кубло (діаметром 30-35 см) з пухирців повітря, які випускає з-під зябрових кришок, та шматочків рослин. Самиця відкладає від 6 до 9 тис. ікринок діаметром 1,8 мм. Самець охороняє кладку. Інкубаційний період триває 2-3 дні. Цей процес повторюється 14 разів протягом 7 місяців розмноження.
Є об'єктом промислового рибальства місцевого рівня, особливо в Суринамі, Гаяні та Французькій Гвіані.
Тривалість життя до 4 років.

## Розповсюдження
Мешкає у водоймах значної частини Південної Америки: від Венесуели до південної Бразилії та північної Аргентини, а також на островах Тринідад і Тобаго. Найбільш поширені в басейнах річок Оріноко, Амазонка, Парагвай та Парана. На сьогодні також завезено до США, де зустрічається в річках північної Флориди.